# Tournoi des Six Nations des moins de 20 ans 2010
Navigation
Tournoi des moins de 20 ans 2009 Tournoi des moins de 20 ans 2011
Le Tournoi des Six Nations des moins de 20 ans 2010 est une compétition de rugby à XV qui s'est jouée de février à mars 2010. L'équipe d'Irlande a remporté le tournoi, succédant à la France, tenante du titre depuis l'année précédente.

## Le classement
| Rang | Nation             | J | V | N | D | Pm  | Pe  | Diff | Pts |
| ---- | ------------------ | - | - | - | - | --- | --- | ---- | --- |
| 1    | Irlande -20        | 5 | 4 | 0 | 1 | 147 | 62  | +85  | 8   |
| 2    | Angleterre -20     | 5 | 4 | 0 | 1 | 141 | 88  | +53  | 8   |
| 3    | Pays de Galles -20 | 5 | 3 | 0 | 2 | 124 | 107 | +17  | 6   |
| 4    | France -20 (T)     | 5 | 2 | 1 | 2 | 94  | 119 | -25  | 5   |
| 5    | Écosse -20         | 5 | 1 | 1 | 3 | 59  | 115 | -56  | 3   |
| 6    | Italie -20         | 5 | 0 | 0 | 5 | 54  | 128 | -74  | 0   |

|  | Vainqueur du tournoi    |
|  | T, tenant du titre 2010 |

## Les matches
Première journée :
| Le 5 février 2010 au Tulloch Caledonian Stadium, Inverness | Écosse -20     | 8 - 8   | France -20         |
| Le 5 février 2010 au Dunbarry Park, Athlone                | Irlande -20    | 39 - 0  | Italie -20         |
| Le 5 février 2010 au Gloucester RFC                        | Angleterre -20 | 41 - 14 | Pays de Galles -20 |

Deuxième journée :
| Le 12 février 2010 au Stadio Comunale, San Doná di Piave, Venise | Italie -20         | 10 - 16 | Angleterre -20 |
| Le 12 février 2010 au Arms Park, Cardiff                         | Pays de Galles -20 | 20 - 12 | Écosse -20     |
| Le 12 février 2010 à Mazamet                                     | France -20         | 20 - 15 | Irlande -20    |

Troisième journée :
| Le 26 février 2010 au Arms Park, Cardiff                     | Pays de Galles -20 | 43 - 8  | France -20  |
| Le 26 février 2010 au Stadio Santa Rosa, Capoterra, Cagliari | Italie -20         | 16 - 18 | Écosse -20  |
| Le 26 février 2010 au Gloucester RFC                         | Angleterre -20     | 10 - 25 | Irlande -20 |

Quatrième journée :
| Le 12 mars 2010 au Firhill Stadium, Glasgow  | Écosse -20  | 6 - 27  | Angleterre -20     |
| Le 12 mars 2010 au Dunbarry Park, Athlone    | Irlande -20 | 24 - 17 | Pays de Galles -20 |
| Le 12 mars 2010 au Stade des Alpes, Grenoble | France -20  | 25 - 6  | Italie -20         |

Cinquième journée :
| Le 19 mars 2010 au Dunbarry Park, Athlone | Irlande -20        | 44 - 15 | Écosse -20     |
| Le 19 mars 2010 au Arms Park, Cardiff     | Pays de Galles -20 | 30 - 22 | Italie -20     |
| Le 21 mars 2010 à Saint Nazaire           | France -20         | 33 - 47 | Angleterre -20 |